# Villa La Rondinella

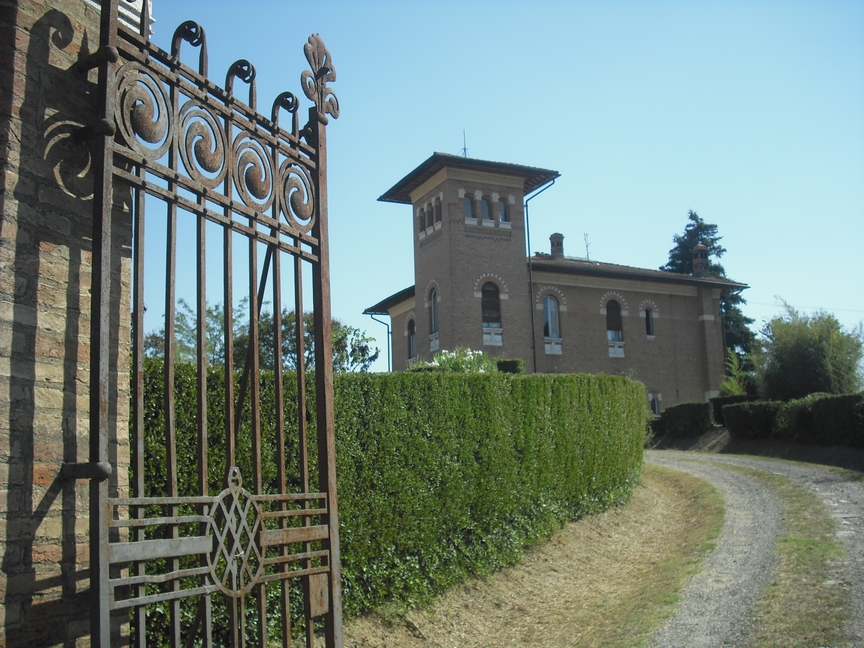
Villa La Rondinella

L'edificio di Villa La Rondinella si trova nel comune di Buonconvento.

## Storia
La villa venne costruita per volontà di Luigi Saverio Ricci a partire dal 1910 (data riportata sul fregio del cornicione nella parte tergale dell'edificio) su progetto dell'architetto Gino Chierici, all'epoca funzionario della Soprintendenza ai monumenti di Siena.
Il giovane proprietario, appartenente alla ricca borghesia e culturalmente ben aggiornato, decise la costruzione della villa di ritorno da un viaggio a Parigi, attingendo pare l'idea della propria casa dalle riviste di architettura dell'epoca ed orientando decisamente l'opera dell'architetto che fino a quel momento si era mosso soprattutto nell'ambito del restauro. La villa era stata costruita da Luigi Saverio Ricci per la sua amata donna, anche se dicono fosse la sua amante con cui trascorreva li il suo tempo libero.
I lavori murari furono eseguiti dalla Impresa Paccagnini di Montalcino, mentre per gli apporti decorativi furono impiegati maestranze ed artisti anche non locali: spiccano gli inserti ceramici sulle facciate provennero dalla Manifattura Chini di Firenze mentre di recente è stato avanzato il nome dello stesso Galileo Chini come autore delle tele che ornano il vestibolo della villa.
Risulta che i lavori erano a buon punto nel 1912, quando, per intervenute difficoltà economiche, l'edificio venne venduto da Luigi Saverio allo zio Giuseppe; dopo la cessione, venne collocata nell'atrio la scala in ciliegio di collegamento con il primo piano, eseguita dagli artigiani locali Lello Masotti e Vittorio Piochi, su progetto dello stesso Luigi Saverio Ricci.
Nel panorama dell'architettura senese è considerato forse il miglior esempio di architettura liberty nel quale, seppure in maniera pacata e non scevra da compromessi, confluiscono modelli secessionisti, suggerimenti dell'architettura di Berlage e, in alcuni apporti decorativi, i più evidenti stilemi Art Nouveau.

## Descrizione

### Esterno
Isolata dal centro abitato e prospiciente la Via Cassia, la tenuta della Rondinella è delimitata da una recinzione in muratura interrotta da due cancellate d'ingresso in ferro battuto la prima delle quali posta al centro di una piccola esedra creata in angolo con la strada vicinale, in posizione leggermente arretrata rispetto alla carreggiata stradale. Lo stile delle cancellate, affiancate da pilastri in muratura con inserti in ceramica nel fregio conclusivo, annuncia il carattere della villa e il gusto secession del proprietario: opera del senese Luciano Zalaffi, il ferro battuto appare forgiato secondo un disegno estremamente geometrico, in cui elementi spiraliformi e linee oblique interrompono la rigida verticalità delle sbarre e in cui il richiamo all'elemento vegetale si rivela soltanto nella stilizzata palmetta di coronamento centrale.
Dal cancello principale si diparte il sentiero che attraverso il giardino all'italiana conduce al piazzale in ghiaia sul davanti della villa. Questa, elevata su due piani fuori terra e coronata da una gronda in forte aggetto, presenta un impianto di forma quadrangolare con l'avancorpo della torretta in angolo, in asse con la cancellata d'ingresso principale.

#### La facciata
La facciata ha il laterizio a vista, con giochi sulla doppia tonalità di colore dei mattoni. È costituita da un'alta zoccolatura in pietra e in marmo, che sfuma nella fascia decorata sottogronda a fondo monocromatico, conclusa da uno spesso cornicione marmoreo modanato. La trama dei mattoni è impreziosita dagli inserti in marmo e in ceramica intorno alle aperture del primo piano, dalla presenza di pitture murali di varia ispirazione, da motivi propri della tradizione senese riletti e modernizzati - come gli sgusci di raccordo delle spallette delle finestre e il motivo a dente di sega negli archi di coronamento delle finestre del primo piano sostituito con piastrelline ceramiche - caratterizzando la costruzione in una chiave in bilico tra il liberty e il neo-medievalismo.

#### Ingresso
L'ingresso, preceduto da una breve scalinata in marmo, è collocato in posizione appartata, sulla parete di raccordo tra la facciata verso la strada e il corpo sul retro; interpretato in chiave secessionista, il portale, con sovrapporta vetrata, appare incorniciato in marmo e reca incisa sull'architrave una ornata scritta "Salve"; inserti in ceramica rossa e varie scanalature arricchiscono la porta, protetta da una tettoia con struttura in legno e copertura in scaglie di terracotta smaltata in verde acceso.
Il portoncino interrompe l'alta fascia marmorea scanalata che corre per l'intero perimetro dell'edificio e costituisce il parapetto delle finestre del piano terreno, il cui davanzale è raccordato ad essa mediante tre piccole mensole ed una lastra liscia su cui compare appena in rilievo un motivo a foglie, in puro stile Art-Nouveau.
Sulla parete a sinistra dell'ingresso, priva di aperture, campeggia in alto una decorazione pittorica d'intonazione classicheggiante, costituita da una figura femminile coperta di veli con in mano un mazzo di spighe di grano e circondata da tralci d'uva, attribuita a Primo Lavagnini ed in mediocre stato di conservazione.
Altre decorazioni pittoriche, sebbene estremamente deteriorate, si intuiscono sull'intera fascia che segna la zona alta delle pareti esterne della villa, proponendo temi figurativi legati all'elemento vegetale - vasi, tralci, foglie - intrecciati a nastri e alternati a medaglioni con motti latini, ormai quasi illeggibili.
Motivi decorativi maggiormente legati alla tradizione e al repertorio locale - la balzana e il leone rampante con nastri annodati su un fondo rosso pompeiano - si trovavano invece sul fregio della torre; proprio nella torretta a tre piani si rafforza il richiamo allo stile neo-medievale, non solo nella scomparsa decorazione pittorica ma anche nella tessitura muraria e nell'adozione delle finestre superiori tripartite, forse allusive alle trifore del palazzo pubblico.
Di fianco alla torre, sulla facciata verso la strada, il balcone, sostenuto da due pilastri marmorei smezzati da un taglio e recanti nella zona superiore una fascia in ferro battuto con l'iniziale del proprietario.
Sulle pareti del piccolo terrazzino, inoltre, le decorazioni pittoriche appaiono ancora ben conservate e, con stile più aggiornato, propongono una vivace fascia a quadretti bianchi e rossi (a riprendere forse il motivo della scacchiera alla base delle finestrine della torretta), sulla quale sono appoggiati due vasi con abbondanti racemi tra i quali sono intrecciati nastri con iscrizioni ("Verso l'azzurro" e "Sidera tangens") e, sul secondo, lo stemma della famiglia Ricci.
Se la gran parte dei temi figurativi adottati nella decorazione pittorica degli esterni è rintracciabile nel repertorio comune dell'epoca - a cominciare dall'opera di Galileo Chini -, più libera e originale appare la decorazione ceramica che, proveniente dalla Manifattura Chini di Firenze, compare soprattutto a commento delle finestre del primo piano.
Altri particolari rivelano l'intonazione liberty, come le staffe in ferro battuto dei pluviali e le ormai quasi scomparse decorazioni pittoriche del sottogronda, dove si alternano nei riquadri spartiti dalle travi in legno, motivi vegetali, ghirlande, rosoni e quadrettature.

### Interno
All'interno, il vano d'ingresso disimpegna a pian terreno la parte di servizio a sinistra, rivolta sul retro ed occupata dai custodi, e a destra le due stanze di soggiorno affacciate la prima sul fronte verso la strada e sul balcone, la seconda aperta sulla facciata laterale con una grande finestra tripartita, sorta di serliana estremamente semplificata, e di nuovo sul balcone, dove si apre inoltre l'accesso alla torre.
Tutte le stanze della villa conservano ancora le pavimentazioni a mattonelle in graniglia con figurazioni o in ceramica colorata accostate a scacchiera con bordo di rigiro, gli infissi in legno e le porte in ciliegio originali, dal raffinato disegno con cornice curvilinea, modanature verticali e riquadri superiori in vetro colorato a piccoli motivi geometrici; gli ambienti sono inoltre abbelliti da interventi decorativi, limitati in genere a fregi geometrici dipinti sul soffitto o sulla parte alta delle pareti trattate con tenui cromie, più abbondanti e interessanti invece nell'ambiente d'ingresso, che insieme alla cupoletta di chiusura del vano scala costituisce il momento più significativo dell'interno. L'atrio è infatti caratterizzato dalla scalinata di collegamento con il primo piano, con un inizio a rampa rettilinea ed un successivo svolgimento circolare fino all'approdo del piano superiore.
Altrettanto notevole è la presenza di un fregio dipinto su tele applicate alla parte alta delle pareti mediante listelli di legno, raffigurante puttini che, immersi in un verde fiorito, affiancano medaglioni con iscrizioni latine; per la qualità della pittura, le tele sono state avvicinate, recentemente, a Galileo Chini. Il secondo, notevole momento decorativo, molto deteriorato, è costituito dalla cupoletta di copertura del vano scala, spartita verticalmente nel tamburo da brevi lesene che proseguono come inserti vetrati nella curvatura superiore, infine chiusa da un lucernario colorato di cui nel ventunesimo secolo rimane soltanto, in cattive condizioni, la parte centrale.
Nei riquadri del tamburo si susseguono vedute di paesaggi in chiave naturalistica, mentre superiormente la decorazione si limita a campiture di colore azzurro intenso incorniciate in bianco, con sottili fregi in rosso acceso.
Disimpegnato tramite due corridoi a "L" e collegato da una scala di servizio in pietra a due rampe al piano terreno, il primo piano non presenta ambienti di particolare pregio, ma conserva in alcune stanze il mobilio originale, in legno intagliato, dal disegno pesantemente ornato. Nel bagno sono ancora presenti le apparecchiature sanitarie originali, di provenienza inglese, e il rivestimento ceramico ornato da un fregio colorato a palmette stilizzate.
La torre, dotata come si è detto di accesso dal balcone al pianterreno, conserva al suo interno la stretta scala in legno a quattro rampe che sale fino al belvedere superiore, aperto su tutti i lati dalle finestrature tripartite e da cui si gode lo splendido, vasto panorama della campagna di Buonconvento.